# Isabelle Minière
Isabelle Minière, née le 24 août 1961 , est une écrivaine française de romans et de nouvelles, de littérature générale et de littérature jeunesse. Elle vit à Paris.

## Œuvres
Romans
- Le Soupirant, éditions Jean-Claude Lattès, 2001
- Méthode infaillible contre l’adversité, Jean-Claude Lattès, 2002
- Vous quitter m’a coûté…, Le verger éditeur, 2004
- Cette nuit-là, Le Dilettante, 2004
- Un couple ordinaire, Le Dilettante, 2005
- La Première Marche, Le Dilettante, 2007
- Il sera là, debout, roman, D'un Noir Si Bleu, 2012
- Je rêve que Marguerite Duras vient me voir, Éd. du Jasmin, 2012
- Je suis très sensible[2], éditions Serge Safran, 2014
- On n'est jamais à l'abri d'une bonne surprise[3], éditions Serge Safran, 2016
- Au pied de la lettre, Serge Safran éditeur, 2017
- Bouche cousue, le Verger éditeur, 2018
- Je suis né laid, Serge Safran éditeur, 2019
- Après la fin, Le Verger éditeur, 2020
- J'ai dix-huit ans, tous les âges à la fois, et j'ai un papa, éditions Serge Safran, 2021

Nouvelles
- Mon amoureux et moi, D'un noir si bleu, 2011 - recueil de nouvelles
- « Les Vacances », revue Brèves no 73, 2005
- Maison buissonnière, éditions Delphine Montalant, 2008, recueil de nouvelles
- Ce que le temps a fait de nous, éditions Le Chemin de fer, 2011
- Sortir les chiens, éditions du Chemin de fer, 2021

Romans jeunesse
- Mes formules magiques, Éd. du Jasmin, 2013 - roman jeunesse
- La règle d'or, Éd. du Jasmin, 2013 - roman jeunesse
- Chouette Divorce[4], roman jeunesse, éditions du Rouergue, 2013 - roman jeunesse
- J'aime pas les bébés !, Rouergue, 2015 - roman jeunesse

Album jeunesse
- La Sorcière Colère, éditions du Jasmin (illustré par Silvimoro), 2012

Poésie
- Mon tour du monde, éditions Rhubarbe, 2021

## Récompenses
- Prix du livre audio France Culture 2018
- Prix Hors concours des lycéens 2020 pour Je suis né laid[5].